# Marc Berthoumieux

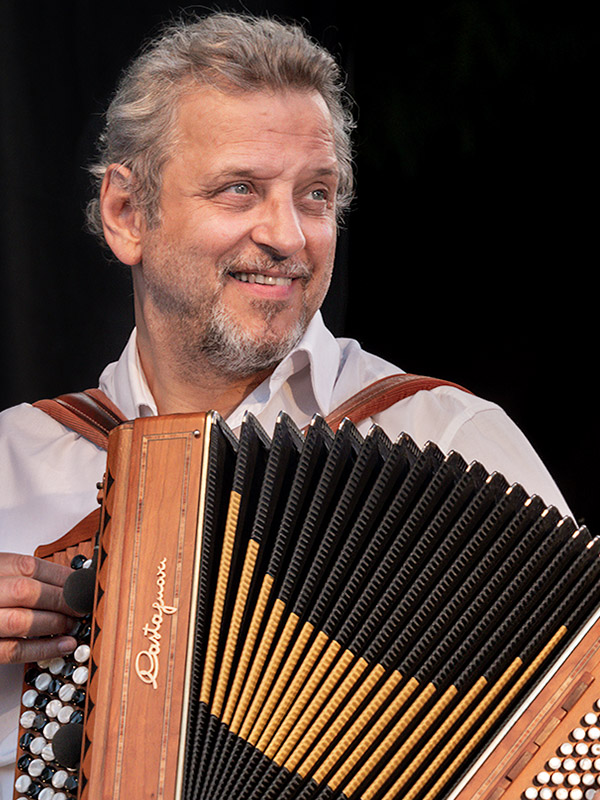
Marc Berthoumieux (2018)

Marc Berthoumieux (* 13. September 1960 in Annemasse) ist ein französischer Akkordeonist und Komponist, der sich sowohl dem Jazz als auch dem Chanson widmet. Er ist auch als Tontechniker, Regisseur und Musikproduzent tätig.

## Leben und Wirken
Berthoumieux begann bereits im Alter von elf Jahren auf der Bühne aufzutreten; zunächst lernte er Klarinette im städtischen Blasorchester seiner Stadt. Trotz des Klavierunterrichts am Genfer Konservatorium und des Unterrichts auf dem Akkordeon für sein Instrument sieht er sich als Autodidakt. Er gründete mit 25 Jahren sein erstes Aufnahmestudio und arbeitete auch als Tontechniker, Regisseur und Produzent.
Nachdem Berthoumieux 1988 am La Défense Jazz Festival teilgenommen hatte, zog er im Alter von dreißig Jahren nach Paris, wo Musiker wie Louis Winsberg (Camino) und Jean-Marc Jafet rasch auf ihn aufmerksam wurden und ihn in ihre jeweiligen Gruppen aufnahmen. In der Welt des Gesangs begleitete er Künstler wie Charles Aznavour, Harry Belafonte, Michel Sardou, Patrick Bruel, Maurane, Gilbert Bécaud, Serge Lama, Andrea Bocelli, Placido Domingo, Grégoire, Zaz oder Julien Clerc. Im Jazz arbeitete er zudem mit Didier Lockwood, Jean-Pierre Como und Youn Sun Nah. 1996 nahm er mit seinem Marc Berthoumieux Quartet am Calvi Jazz Festival teil.
Berthoumieux’ erstes Album, Les Couleurs d’ici, erschien 1998. 1999 wurde er dafür für den Django d’Or in der Kategorie „Bester Nachwuchsmusiker für ein erstes Album“ nominiert. Sein zweites und drittes Album, Jazz / No Jazz (Volume 1 und 2) erschienen 2004. 2005 tourte er im Quartett von Dee Dee Bridgewater. Er begann, für Claude Nougaro, Richard Bona oder Grand Corps Malade zu komponieren. Das Album Jazz Accordéons à la Récré mit Ludovic Beier und Sanseverino erschien 2009.
2011 veröffentlichte er sein Album In Other Words, das er mit Giovanni Mirabassi, Henri Texier und André Ceccarelli aufgenommen hatte. 2018 erschien sein Album Le Bal des Mondes, auf dem unter anderem mit Claude Nougaro zu hören ist.
2020 veröffentlichte er sein erstes Live-Album Les Couleurs d’ici - Live aus seinem Archiv. Die Aufnahmen mit Louis Winsberg, Stéphane Guillaume, William Lecomte, Linley Marthe, Stéphane Huchard, dem Quatuor Cat'sax und einem 60-köpfigen Blasorchester stammen aus dem Jahr 1999 und enthalten das Repertoire seines Debütalbums Les Couleurs d’ici. 2022 folgte ein weiteres Live-Album Les Choses de la Vie, das ein Trio-Konzert dokumentiert, das 2014 in Frankreich nach einer Tournee mit dem Pianisten Giovanni Mirabassi und dem Bassisten Laurent Vernerey aufgenommen wurde.
Weiterhin arbeitete Berthoumieux als Komponist für Film und Fernsehen.